# Інститут ботаніки імені М. Г. Холодного НАН України
Інститу́т бота́ніки і́мені Мико́ли Холо́дного — провідний український науковий центр з ботаніки.

## Історія
Передісторія Інституту почалася у вересні 1921 року. Тоді було засновано першу в Україні ботанічну установу під назвою Ботанічний кабінет та Гербарій Всеукраїнської Академії наук (ВУАН), яка в 1927 р. перетворилася на Науково-дослідний інститут ботаніки Народного Комісаріату освіти УРСР. 1 квітня 1931 року народився Інститут ботаніки ВУАН.
В той час в Інституті працювали видатні вчені О. В. Фомін, Д. К. Зеров, П. Ф. Оксіюк, А. С. Лазаренко, А. М. Окснер, Ю. Д. Клеопов, Я. С. Модилевський та інші, які дали початок різним науковим напрямкам у ботаніці і створили наукові школи з флористики, бріології, ліхенології, цитології. Вже в 30-ті — 40-ві роки Інститут перетворився на центральну ботанічну установу в Україні. З 1971 року Інститут носить ім'я видатного українського ботаніка М. Г. Холодного.

### Директори інституту
- Фомін Олександр Васильович (1931—1935)
- Брянцев Василь Іванович (1935—1937)
- Модилевський Яків Самуїлович (1937—1939)
- Гришко Микола Миколайович (1939—1944)
- Сапєгін Андрій Опанасович (1944—1946)
- Зеров Дмитро Костянтинович (1946—1963)
- Білик Гаврило Іванович (1963—1968)
- Окснер Альфред Миколайович (1968—1970)
- Ситник Костянтин Меркурійович (1970—2003)
- Дідух Яків Петрович (2003—2008)
- Мосякін Сергій Леонідович (з 2008)

## Наукова діяльність
Інститут ботаніки є головною установою в Україні і однією з провідних установ Європи з вивчення біорізноманітності на всіх рівнях організації судинних і спорових рослин та грибів.
Інститут проводить науові дослідження за двома основними напрямами:
- критико-систематичні, флористичні, фітоценотичні, созологічні й екологічні дослідження фітобіоти та мікобіоти, розробка теоретичних питань організації та динаміки фіто- та ценорізноманіття, його моніторингу й охорони;
- дослідження структурно-функціональної організації рослин та грибів на організменному, клітинному і молекулярному рівнях в нормі та при змінах умов навколишнього середовища — природного та антропогенного.

Відповідно до цих напрямів відділи Інституту об'єднуються в сектори вищих рослин, спорових рослин та експериментальної ботаніки.
Установа є провідною в країні у питаннях охорони рослинного світу, займається веденням ботанічної частини Червоної книги України, зокрема директор Інституту ботаніки за посадою є головою ботанічної секції Національної комісії з питань Червоної книги України. Також Інститут ботаніки веде Зелену книгу України. Науковці закладу беруть провідну участь у формуванні природоохоронної мережі об'єктів природно-заповідного фонду України, обґрунтувавши створення значної частини нині існуючих заповідних територій України.
Інститут є головною установою в програмі «Космічна біологія» Національної Космічної програми України.

## Структурні підрозділи та співробітники
До складу інституту входять 10 наукових відділів, міжвідомча комплексна лабораторія наукових основ заповідної справи, обчислювальний центр, наукова бібліотека та редакційно-видавничий відділ, структурний відділ НАН України. В Інституті працюють 120 науковців, серед них два академіки та п'ять членів-кореспондентів, 28 докторів наук, 72 кандидати наук.
Працюють докторантура та аспірантура, які здійснюють підготовку висококваліфікованих фахівців з ботаніки, екології, мікології, фізіології та біохімії рослин, клітинної біології. Проводить діяльність Спеціалізована вчена рада із захисту докторських та кандидатських дисертацій із спеціальностей «ботаніка» та «мікологія».
Однією із структурних одиниць інституту є Національний Гербарій України. При інституті діє Проблемна рада з питань ботаніки та мікології, яка координує роботу 52 ботанічних установ України, а також громадська організація «Українське ботанічне товариство».
При інституті видаються Український ботанічний журнал та міжнародний журнал «Альгология» (англ. Journal of Algology) російською та англійською мовами.
Тривалий час у структурі інституту перебували установи НАН України, які тепер є самостійними — Національний ботанічний сад ім. М. М. Гришка, Інститут екології Карпат й Інститут клітинної біології та генетичної інженерії, а також Ботанічний музей.

### Найвідоміші співробітники
| - Андрієнко Тетяна Леонідівна - Артюшенко Олександра Трохимівна - Балашов Лев Сергійович - Бачурина Ганна Федорівна - Білик Гаврило Іванович - Бордзиловський Євген Іванович - Брадіс Єлизавета Модестівна - Вассер Соломон Павлович - Вісюліна Олена Дмитрівна - Гелюта Василь Петрович - Гришко Микола Миколайович - Дідух Яків Петрович - Доброчаєва Дарія Микитівна - Дубина Дмитро Васильович - Дудка Ірина Олександрівна - Заверуха Борис Володимирович - Зеров Дмитро Костянтинович - Зерова Марія Яківна - Клеопов Юрій Дмитрович - Клоков Михайло Васильович - Кондратюк Сергій Якович - Котов Михайло Іванович - Кордюм Єлизавета Львівна | - Куземко Анна Аркадіївна - Лазаренко Андрій Созонтович - Макаревич Марія Флоріанівна - Малиновський Костянтин Андрійович - Масюк Надія Прохорівна - Модилевський Яків Самуїлович - Морочковський Семен Филимонович - Мосякін Сергій Леонідович - Мусатенко Людмила Іванівна - Оксіюк Петро Федорович - Окснер Альфред Миколайович - Паламар-Мордвинцева Галина Михайлівна - Поварницин Володимир Олексійович - Протопопова Віра Вікторівна - Сапєгін Андрій Опанасович - Ситник Костянтин Меркурійович - Сміцька Марія Федорівна - Фінн Володимир Васильович - Фомін Олександр Васильович - Холодний Микола Григорович - Царенко Петро Михайлович - Чопик Володимир Іванович - Шеляг-Сосонко Юрій Романович |